# I Recenseamento Geral da População de Portugal
O I Recenseamento Geral da População de Portugal realizou-se a 1 de janeiro de 1864, abrangendo todo o actual território nacional (no continente europeu e arquipélagos dos Açores e da Madeira), mas não as colónias de então. Foi o primeiro censo nacional a reger-se pelas orientações internacionais (Congresso Internacional de Estatística de Bruxelas, 1853), marcando o início dos recenseamentos da época moderna em Portugal.
Levado a cabo pela Repartição Estatística do Ministério das Obras Públicas, utilizou o método da recolha directa, nominativa e simultânea, baseada em boletins de família. Foram recolhidas as seguintes variáveis: população de facto (presente) segundo o sexo, a idade e o estado civil (solteiros, casados e viúvos); população ausente (residente mas não presente); transeuntes (presentes não residentes); fogos (ou famílias). As variáveis profissão (ou condição social) e nacionalidade foram igualmente recolhidas mas não apuradas, devido ao mau preenchimento dos boletins. O mesmo aconteceu relativamente à contabilização dos fogos, onde se pretendia distinguir casas habitadas e desabitadas, o que não foi possível. Por uma questão de simplicidade deste primeiro censo, foi decidido não recolher informação sobre as habilitações literárias da população.
Os resultados do Censo foram publicados em 1868, num volume de 340 páginas, discriminando a população por distrito, concelho e freguesia (e, no caso dos arquipélagos dos Açores e da Madeira, também por ilha). Segundo este Censo, Portugal tinha 4 188 410 «habitantes de facto».

## Alguns resultados
| Distrito          | População de facto | População de facto | População de facto | Eleitores |
| Distrito          | Homens             | Mulheres           | Total              | Eleitores |
| ----------------- | ------------------ | ------------------ | ------------------ | --------- |
| Aveiro            | 108 035            | 130 665            | 238 700            | 9,77%     |
| Beja              | 68 976             | 66 532             | 135 508            | 8,86%     |
| Braga             | 138 028            | 171 480            | 309 508            | 6,68%     |
| Bragança          | 80 473             | 78 436             | 158 909            | 12,16%    |
| Castelo Branco    | 77 803             | 81 702             | 159 505            | 8,17%     |
| Coimbra           | 126 751            | 142 143            | 268 894            | 9,01%     |
| Évora             | 50 117             | 47 987             | 98 104             | 7,93%     |
| Faro              | 85 757             | 86 903             | 172 660            | 8,06%     |
| Guarda            | 102 356            | 108 058            | 210 414            | 9,02%     |
| Leiria            | 85 762             | 88 154             | 173 916            | 11,03%    |
| Lisboa            | 225 512            | 212 952            | 438 464            | 10,09%    |
| Portalegre        | 48 866             | 46 799             | 95 665             | 8,30%     |
| Porto             | 185 375            | 225 290            | 410 665            | 7,18%     |
| Santarém          | 98 255             | 98 362             | 196 617            | 9,69%     |
| Viana do Castelo  | 87 073             | 108 184            | 195 257            | 9,10%     |
| Vila Real         | 104 294            | 108 995            | 213 289            | 8,68%     |
| Viseu             | 168 118            | 185 425            | 353 543            | 8,36%     |
| Angra do Heroísmo | 31 668             | 40 543             | 72 211             | 7,40%     |
| Horta             | 28 017             | 36 968             | 64 985             | 7,68%     |
| Ponta Delgada     | 51 705             | 59 127             | 110 832            | 6,39%     |
| Funchal           | 52 599             | 58 165             | 110 764            | 9,06%     |
| Total nacional    | 2 005 540          | 2 182 870          | 4 188 410          | 8,75%     |